# Дороти Гарод
Дороти Гарод е английска археоложка, специализирала в периода на старокаменната епоха. В периода от 1939 до 1952 г. заема длъжността професор по археология на Дисни в Кеймбриджкият университет. Тя е първата жена, ръководител на катедра в Оксбридж. През 1938 г. идва в България и прави разкопки в пещерата Бачо Киро .

## Биография
Дороти Гарод е родена на 5 май 1892 г. в Оксфорд, Англия. Тя е дъщеря на лекаря Арчибалд Гарод и Лора Елизабет Смит (дъщеря на хирурга Томас Смит).